# Gruffydd ap Rhys II
Gruffydd ap Rhys II (fallecido el 25 de julio de 1201) fue príncipe de Deheubarth en el suroeste de Gales .

## Linaje
Era hijo de Rhys ap Gruffydd (Lord Rhys) y nieto de Gruffydd ap Rhys. Gruffydd era el hijo mayor de Rhys ap Gruffydd y Gwenllian, hija de Madog ap Maredudd, príncipe de Powys. Rhys pretendía que Gruffydd fuera su principal heredero, y en 1189 se casó con Maud de Braose, hija de Maud de St Valery y de William de Braose, con la que tuvo otros dos hijos, Rhys y Owain.

## Disputa familiar
En los últimos años de Rhys estalló una disputa entre Gruffydd y su hermano Maelgwn ap Rhys, ambos apoyados por otros de sus hermanos. En 1189, Rhys fue persuadido para encarcelar a Maelgwn, que fue entregado a Gruffydd en Dinefwr. Gruffydd, a su vez, se lo entregó a su suegro, William de Braose. En 1192, Rhys consiguió la liberación de Maelgwn, pero ahora él y Gruffydd eran enemigos acérrimos. En 1194, Maelgwn y otro hermano, Hywel, derrotaron a su padre y lo encarcelaron, aunque más tarde Hywel lo liberó.
Rhys ap Gruffydd murió en 1197 y Gruffydd fue reconocido como su sucesor después de una entrevista con el arzobispo Hubert, que ocupaba el cargo de Justiciar. Sin embargo, Maelgwn utilizó tropas suministradas por Gwenwynwyn ab Owain de Powys para atacar Aberystwyth. Capturó la ciudad y el castillo, e hizo prisionero a Gruffydd, que fue entregado a Gwenwynwyn quien, a su vez, lo transfirió a los ingleses que lo encarcelaron en el castillo de Corfe .
En 1198, Gwenwynwyn amenazó las posesiones inglesas en Painscastle y Elfael, y Gruffydd fue liberado del cautiverio para intentar mediar en la disputa. Sus esfuerzos fracasaron y en la batalla que siguió Gwenwynwyn fue derrotado.
Gruffydd conservó su libertad y, a finales de año, había capturado todo Ceredigion de manos de Maelgwn, excepto los castillos de Cardigan e Ystrad Meurig. En 1199 tomó el castillo de Cilgerran. Por su parte, Maelgwn llegó a un acuerdo con el rey Juan de Inglaterra, vendiéndole el castillo de Cardigan a cambio del resto de Ceredigion.
En julio de 1201, otro hermano, Maredudd ap Rhys, fue asesinado y Gruffydd ocupó de sus tierras.

## Muerte y entierro
El 25 de julio de 1201, Gruffydd falleció a causa de una enfermedad, siendo enterrado en Strata Florida .